# Kerstin Aulén
Kerstin Margareta Aulén Landegren, född Aulén 5 december 1943 i Kalmar, död 20 november 1991 i Växjö, var en svensk sångare. Hon var barnbarn till biskop Gustaf Aulén.
Hon bildade duon The Chicks 1963 tillsammans med Ingalill (numera Lotta) Johansson. Aulén var gift 1966–1973  med kompositören och textförfattaren Peter Himmelstrand, och paret kom in på Svensktoppen 1969 med låten "Det sa prästen ingenting om".
Hon sjöng även med Charlie Norman och i dansbandet Tjocka Släkten. I Tjocka Släkten ingick även Mona Wessman. Bandet bestod av Pelle Fröding, Janne Landegren, Lasse Sandborg och Muffe.
Aulén deltog i Melodifestivalen 1973 tillsammans med Mona Wessman och bidraget "Helledudane, en sån karl", skrivet av Himmelstrand. Bidraget slutade dock sist med noll poäng från juryn.
Kerstin Aulén avled 1991. Hon var vid sin död gift med Janne Landegren.

## Diskografi (urval)
Album
- 1972 – Kattresan och andra barnfavoriter (Kerstin Aulén & Lennart Grahn)
- 1972 – Inte nu (Kerstin Aulén & Peter Himmelstrand)
- 1972 – Tjo och tjim och inget annat - Ulf Peder Olrogs gladaste låtar (Tjocka Släkten med Kerstin Aulén och Peter Himmelstrand)
- 1972 – Pillret och andra Himmelstrandare (Kerstin Aulén, Peter Himmelstrand, Alain Leroux, Tjocka Släkten, Oscar Nord & Bosse Larsson)
- 1973 – Tomtebobarnen och andra barnfavoriter (Kerstin Aulén & Peter Himmelstrand)
- 1973 – Gamla godingar
- 1974 – Nu ska vi sjunga (Kerstin Aulén, Ingela Forsman, Lennart Grahn & Peter Himmelstrand)
- 1994 – Nu ska vi sjunga (Kerstin Aulén, Ingela Forsman, Lennart Grahn, Peter Himmelstrand, Ola Håkansson & Mona Wessman)

Singlar
- 1965 – "Män åh män"/"Tyvärr"
- 1967 – "Svenne, I love you"/"Marmelad I Knäna"
- 1968 – "Somna om"/"Det sa prästen ingenting om" (Kerstin Aulén & Peter Himmelstrand)
- 1971 – "Heja mamma"/"Söta rara barn" (Kerstin Aulén, Peter Himmelstrand, Mats Olssons kör och orkester)
- 1972 – "Inte nu"/"Herr Ensamhet" (Kerstin Aulén & Peter Himmelstrand)
- 1973 – "Helledudane en sån karl"/"Ta och skriv om de', redaktörn" (Kerstin Aulén & Mona Wessman)